# Cheviot (Neuseeland)
Cheviot ist ein kleiner Ort im Hurunui District in der Region Canterbury auf der Südinsel von Neuseeland.

## Namensherkunft
Die Ortschaft wurde nach den umliegenden Cheviot Hills benannt, deren Bezeichnung sich von der gleichnamigen Hügelgruppe zwischen England und Schottland herleitet.

## Geographie
Der Ort liegt etwa 60 km nördlich von der Distrikt-Hauptstadt Amberley und rund 90 km südlich von Kaikoura an der Ostküste zum Pazifischen Ozean.
Im Südosten befinden sich der zum Surfen geeignete Strand der Gore Bay und das historische Hafengebiet von Port Robinson, das im 19. Jahrhundert von William Robinson, einem damaligen Geschäftsmann und Großgrundbesitzer in Cheviot, für den Gütertransport genutzt wurde. Das Gelände um den 1908 stillgelegten Naturhafen ist allerdings schwer zugänglich und aufgrund der Erosion lässt sich nur noch der ehemalige Kai erkennen.
Nach Norden trifft man zunächst auf die St. Anne's Lagoon und weiter in dieser Richtung auf die Siedlung Parnassus, bei der seit den 1930er Jahren eine Brücke über den Waiau Uwha River führt. Die alte Konstruktion wurde inzwischen jedoch durch eine neue ersetzt.

## Bevölkerung
Zum Zensus des Jahres 2013 zählte der Ort 369 Einwohner, 5,4 % weniger als zur Volkszählung im Jahr 2006.

## Infrastruktur

### Straßenverkehr
Durch Cheviot führt der New Zealand State Highway 1, der den Ort im Süden mit Christchurch und im Norden mit Kaikoura verbindet.

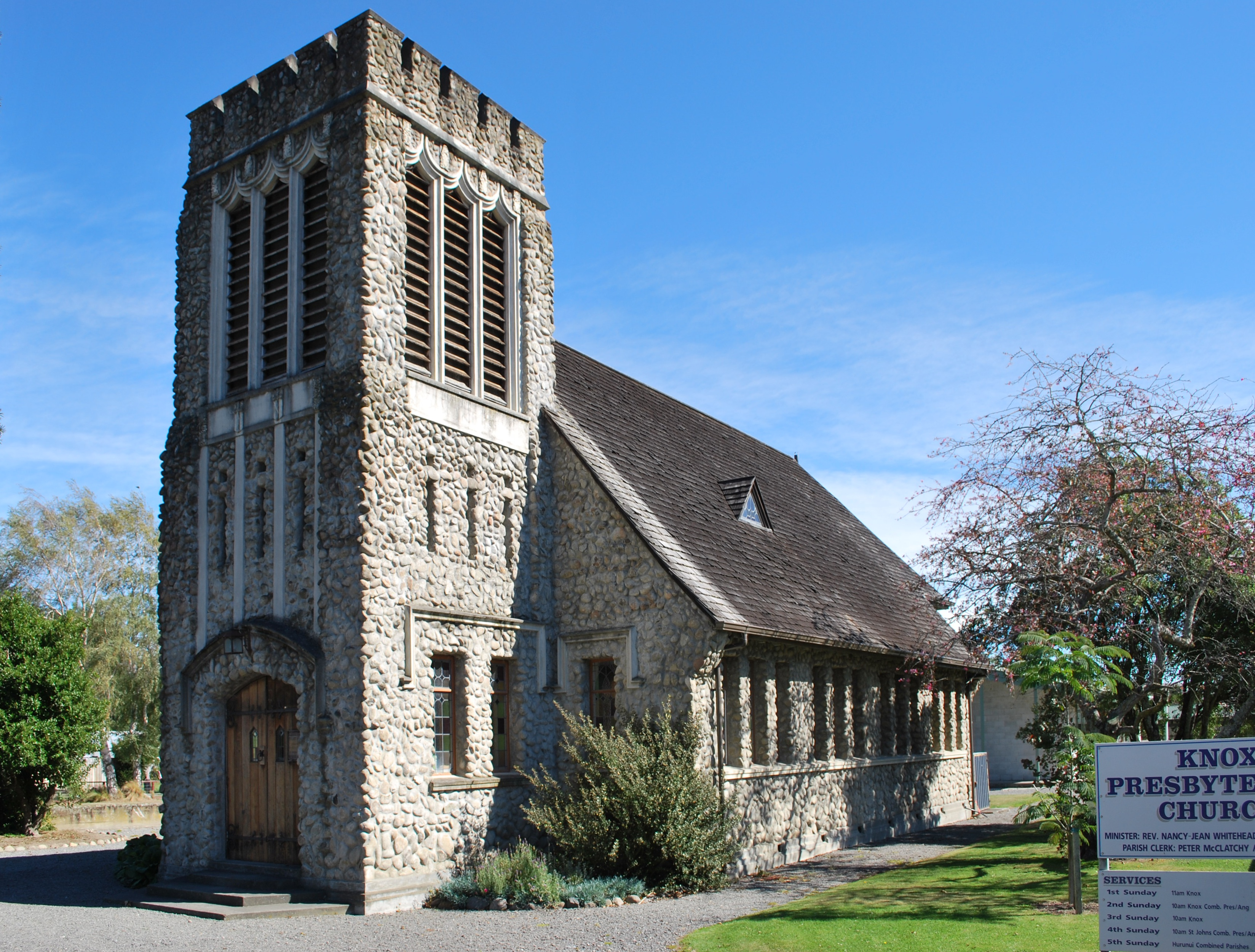
Presbyterianische Kirche in Cheviot

### Schienenverkehr
Die Eisenbahnlinie Main North Line führt nahe an dem Ort vorbei. Ein Haltepunkt, an dem der Zug TranzCoastal auf seiner Fahrt von Picton nach Christchurch Station macht, befindet sich westlich bei der vorörtlichen Ansiedlung Mina.
Ein weiterer Haltepunkt lag ursprünglich etwas weiter südlich nahe dem Hurunui River bei der kleinen Eisenbahnstadt Domett, die nach Alfred Domett, dem vierten Premierminister von Neuseeland, benannt wurde. Er wurde 1907 in Betrieb genommen, 1982 jedoch stillgelegt. Das heruntergekommene Bahnhofsgebäude wurde 1996 versetzt, originalgetreu restauriert und als Mainline Station Café wiedereröffnet. Das Restaurant mit angeschlossenem Souvenirladen wartet mit allerlei Erinnerungsstücken zur Eisenbahngeschichte auf.

## Sehenswürdigkeiten
Neben mehreren Kirchen kann man unter anderem das Cheviot Museum besichtigen, das eine Ausstellung zur Siedlungsgeschichte zeigt.

## Erdbeben
Am 16. November 1901 lag das Epizentrum des Cheviot-Erdbebens in dieser Gegend, das in der Region Canterbury schwere Schäden anrichtete (unter anderem brach im etwa 100 Kilometer entfernten Christchurch zum wiederholten Mal die Kirchturmspitze der ehemaligen ChristChurch Cathedral ab) und ein Todesopfer forderte.